# David Lambert (Schauspieler)

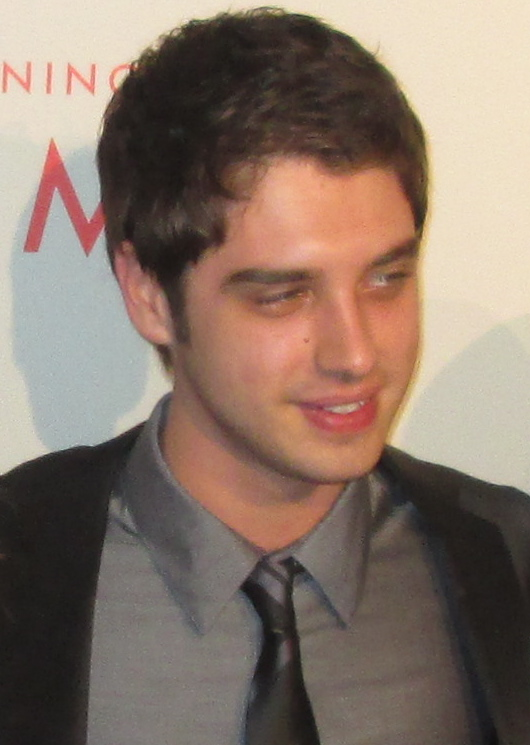
David Lambert (2014)

David Lambert (* 29. November 1992 in Baton Rouge, Louisiana) ist ein US-amerikanischer Schauspieler.

## Leben
David Lambert wurde am 29. November 1992 in Baton Rouge, Louisiana als halb Puerto-Ricaner geboren. Er wurde zu Hause unterrichtet, da er im Vereinigten Königreich, in Texas und in Taiwan gelebt hat. Seit einigen Jahren lebt er in Georgia. Für die Dreharbeiten zu Aaron Stone zog er nach Toronto. Er spricht fließend Spanisch und spielt Trompete. Außerdem singt er, seine Stimmlage ist Tenor. Er hat einen Bruder und eine Schwester. Im Alter von 16 Jahren starb sein Vater. Er ist sehr gut mit Kelly Blatz befreundet.
Seine Karriere begann er mit Theaterrollen wie zum Beispiel als Mr. Tumnus in Die Chroniken von Narnia oder in Der Zauberer von Oz. Er nahm an einem offenen Casting für die Schauspielagentur von Joy Pervis teil und wurde von ihnen entdeckt. Seine erste Rolle hatte er in der Fernsehserie Tyler Perry’s House of Payne. Danach war er als J. J. in einer Episode von Psych zu sehen. Bekannt wurde er durch die Rolle des Jason Landers, der Serienbruder von Kelly Blatz, in der Disney-XD-Fernsehserie Aaron Stone, die er von 2009 bis 2010 verkörperte. In dem Disney Channel Original Movie Mein Bruder, die Pfadfinderin! spielte er den Danny „Goose“ Gustavo.
Im Oktober 2012 erhielt er die Hauptrolle als Brandon Foster in der von Jennifer Lopez produzierten ABC-Family-Fernsehserie The Fosters, die er von 2013 bis 2018 verkörperte. Im Spin-off Good Trouble spielte er von 2019 bis 2021 selbige Rolle in Gastauftritten.

## Filmografie (Auswahl)
- 2007: Tyler Perry’s House of Payne (Fernsehserie, Episode 2x15)
- 2007: Psych (Fernsehserie, Episode 2x12)
- 2009–2010: Aaron Stone (Fernsehserie, 35 Episoden)
- 2010: Sons of Tucson (Fernsehserie, Episode 1x11)
- 2010: Mein Bruder, die Pfadfinderin! (Den Brother, Fernsehfilm)
- 2012: Longmire (Fernsehserie, Episode 1x10)
- 2013: The Lifeguard
- 2013–2018: The Fosters (Fernsehserie, 104 Episoden)
- 2019–2021: Good Trouble (Fernsehserie, 4 Episoden)